# Gueto de Kovno
Gueto de Kovno foi um gueto estabelecido pela Alemanha Nazista para conter os judeus lituanos de Kaunas durante o Holocausto. Em seu auge o gueto deteve  29,000  pessoas, a maioria das quais foram posteriormente enviadas para campos de trabalho  Aproximadamente 500 judeus escaparam do local ou de campos de trabalho, juntando-se a forças de partisans soviéticos nas distantes florestas do sul da Lituânia e Bielorrússia.

## História
O gueto era dividido em duas partes, chamadas de gueto "menor" e "maior", separados pela rua Paneriai e ligados por uma pequena ponte de madeira sobre a via. Cada gueto era cercado por arame farpado e fortemente vigiado. Ambos estavam superlotados, mas apesar disso os alemães continuaram a diminuir a área limítrofe, forçando os judeus a mudarem-se diversas vezes.
O gueto de Kovno fornecia trabalho escravo para o exército alemão. Os judeus eram empregados primariamente em locais diversos nas vizinhanças, especialmente na construção de uma base aérea militar em Aleksotas. O Conselho Judaico, liderado pelo doutor Elkhanan Elkes, criou também oficinas dentro do gueto para as mulheres, crianças e idosos que não foram forçados a participar das brigadas de trabalho. Essas oficinas chegaram a empregar 6,500 pessoas sob a esperança de que, como parte da produção para seu exército, os alemães não matassem os judeus.
No outono de 1943, as SS assumiram o controle do gueto, convertendo-o no campo de concentração de Kovno. O papel do Conselho Judaico foi drasticamente reduzido, e os nazistas dispersaram mais de 3,500 judeus para subcampos de trabalho onde a disciplina estrita governava todos os aspectos da vida diária. Em 26 de outubro de 1943, as SS deportaram do campo principal mais de 2,700 pessoas, mandando aquelas em condições de trabalho para o campo de concentração de Vaivara, na Estônia, enquanto as crianças e idosos foram mandados para Auschwitz.
Em 8 de julho de 1944, os alemães evacuaram o local, deportando a maioria dos judeus  para o campo de concentração de Dachau, na Alemanha, ou para o campo de Stutthof, próximo a Danzig, entre outros campos e subcampos.Três semanas antes do Exército Soviético invadir Kaunas, os alemães destruíram grande parte do  gueto na retirada com granadas e dinamite. O Exército Vermelho ocupou Kovno em 1 de agosto de 1944. Dos poucos judeus remanescentes que ficaram , 500 haviam sobrevivido escondidos na floresta ou em um único bunker que escapara da deportação final e 3.000 judeus haviam ficado no gueto.